# Kosen
 (avril 2020).
Si vous disposez d'ouvrages ou d'articles de référence ou si vous connaissez des sites web de qualité traitant du thème abordé ici, merci de compléter l'article en donnant les références utiles à sa vérifiabilité et en les liant à la section « Notes et références ».
Pour le quartier de la ville allemande de Naumbourg, voir Bad Kösen.
Kôsen est un maître zen japonais de l'école Rinzai né en 1816 (province de Settsu) et mort en 1892. 

## Sa vie
Malgré une éducation confucianiste, la lecture d'un livre zen le poussa à quitter sa famille à l'âge de 25 ans, et à devenir le disciple de Daisetsu  Shoen (1797–1855) au monastère de Shōkoku-ji où il demeura huit ans. Après un entraînement assidu, il connut sa première expérience décisive le 27 avril 1841, sous la forme d'une immense lumière couvrant le monde. Cette lumière n'était autre que son propre esprit éveillé, tandis que son corps reposait, tel un mort. 
Plus tard, sous le conseil de Daisetsu, il devint le disciple de Gizan Zenkai (en), quatrième successeur de Hakuin Ekaku. En 1875, il devint abbé de l'Engaku-ji de Kamakura et succéda à Gizan à la tête de l'école Rinzai.

## Sa philosophie
Son principal ouvrage (en deux volumes), Zen Kai ichiren (« une vague dans la mer du zen»), expose de manière très complète les relations entre confucianisme et zen.
Le premier volume, comme souvent au Japon, est un véritable essai de philosophie comparée mesurant les mérites respectifs du confucianisme, du taoïsme, voire du shintoïsme, à la lumière du bouddhisme zen. Bien qu'il ne renonce pas à une hiérarchie au sommet de laquelle se trouve le bouddhisme zen — à cause de son universalité — il pense cependant que le confucianisme et le bouddhisme se complètent, Confucius pouvant être considéré comme un bodhisattva. Mais surtout, il envisage leur source unique, la Voie (en japonais Do), dont toutes les doctrines traditionnelles ne sont que des expressions plus ou moins complètes. Cette identification non-conflictuelle des grandes traditions orientales est un trait d'esprit typiquement japonais, depuis Shôtoku, en passant par Kukai et Muso Soseki. Toutefois, Kôsen n'apprécie guère le taoïsme, à cause de son individualisme qui, il le note bien, évoque le Hinayana.
Dans le second volume, il expose trente règles tirées des classiques du confucianisme (voir classique chinois) qu'il interprète selon le zen. Tout en critiquant certains aspects superficiels du confucianisme, il considère cependant que l'enseignement de Confucius est plus profond que les commentaires et interprétations néo-confucéens (voir néo-confucianisme). Confucius enseignait lui aussi l'identité du tao et de la vacuité et la transmettait à ses disciples. Mais les confucianistes de l'époque des Song ont interprété ce Vide dans le sens du détachement vis-à-vis des biens de ce monde, d'un simple détachement mondain, alors que le sens profond de la Vacuité est qu'elle est l'Unique Réalité illuminant le monde et que, grâce à elle, Confucius fut Confucius, et Bouddha, Bouddha.